# Музеј Франса Халса
Музеј Франса Халса (хол. Frans Hals Museum) се налази у Холандији у граду Харлему. Основан је 1862. године у тек реновираној Доминиканској цркви а 1913. године, када му је било потребно више простора, премештен је у напуштено градско сиротиште. Музеј је поново подељен на две локације 1950. године када је колекција модерне уметности премештена у Хал а главна колекција, укључујући и дела познатог сликара из 17. века по коме је музеј и добио име, Франса Халса, премештена у Oude Mannenhuis. Колекцију чини велики број слика у власништву града Харлема: преко 100 уметничких дела одузетих Католичкој цркви 1590-их година након протестантске реформе и велик број слика спасених из локалних срушених зграда од 15. века до данас. Године 2018. музеј се поново спаја са музејом Хал који сада чине један  Музеј Франс Халс са две локације: Хоф и Хал.

## Историја колекције
Старији комади из колекције, који имају углавном религиозне теме, су харлемске реликвије из времена реформације када су сва римокатоличка дела бивала одузета 1648. године. И сам Франс Халс је био задужен за одузимање неких од комада из колекције. У 17. веку градско веће је куповином разних уметничких комада декорисало градску скупштину. У то време је скупштина служила као не врста музеја. Први знаци званичног музеја појавили су се када је Холандско Научно удружење 1754. године почело да изнајмљује салу Принсенхоф градске скупштине за своје састанке и да је уређује као кабинет куриозитета. Испоставило се да је ова пространа сала ипак превише мала за број уметничких дела која су донирали чланови удружења. Године 1777. удружење је преместило колекцију у реновирану кућу у Гроте Хоудстрат. Ово премештање је поделило колекцију. Природњачка половина је сада део колекције музеја Тејлерс.

### Колекција од 1862. године
Средином 19. века добили су још један спрат градске скупштине за додатка места за излагање. Тада је музеј први пут отворен за јавност са посебним улазом, одвојеним од главног улаза скупштине. Ово је такође био први пут да су сви групни портрети били приказани на истом месту, један поред другог. Тада још нису донета дела савремене уметности, та дела су се могла видети у оближњем музеју Тејлерс. Уметнички критичар Виктор де Стуерс је стrого критиковао музеје у Харлему због не приказивања радова неких од савремених уметника.

## Листа сликара
У Харлему је између 1605. и 1635. насликано преко 100,000 слика али нису све остале очуване.
Листа уметника чије се слике данас налазе у музеју:
- Јаn van Scorel, 1495–1562
- Maarten van Heemskerck, 1498–1574
- Karel van Mander, 1548–1606
- Hendrick Goltzius, 1558–1617
- Cornelis Cornelisz van Haarlem, 1562–1638
- Floris Claesz van Dijck, 1575–1651
- Cornelis Claesz van Wieringen, 1580–1633
- Frans Hals, 1582–1666
- Dirck Hals, 1591–1656
- Willem Claeszoon Heda, 1594–1680
- Pieter Claesz, 1597–1660
- Johannes Cornelisz Verspronck, 1597–1662
- Salomon de Bray, 1597–1664
- Pieter Saenredam, 1597–1665
- Salomon van Ruysdael, 1600–1670
- Adriaen Brouwer, 1605–1638
- Judith Leyster, 1609–1660
- Jan Miense Molenaer, 1610–1668
- Bartholomeus van der Helst, 1613–1670
- Jan Steen, 1625–1679
- Jan de Bray, 1627–1697
- Jacob van Ruisdael, 1628–1682
- Gerrit Adriaenszoon Berckheyde, 1638–1698

## Галерија
- Opsada Damiete
- Групни портрет Франса Халса
- Групни портрет Франса Халса